# Teucholabis (Teucholabis) schistostyla
Teucholabis (Teucholabis) schistostyla is een tweevleugelige uit de familie steltmuggen (Limoniidae). De soort komt voor in het Neotropisch gebied.